# Bundestagswahl 1949/Wahlergebnisse nach Bundesländern
Bundestagswahl 1949 – Wahlergebnisse nach Bundesländern.

## Wahlergebnisse

### Baden
| Gegenstand der Nachweisung                                       | Anzahl/ Stimmen | %    | Direkt- kandi- daten | Direkt- man- date | Sitze   |
| ---------------------------------------------------------------- | --------------- | ---- | -------------------- | ----------------- | ------- |
| Wahlberechtigte                                                  | 813.924         |      |                      |                   |         |
| Wähler                                                           | 570.329         | 70,1 |                      |                   |         |
| Gültige Stimmen                                                  | 542.723         | 95,2 |                      |                   |         |
| davon:                                                           |                 |      |                      |                   |         |
| CDU                                                              | 277.276         | 51,1 | 7                    | 7                 | 7*      |
| SPD                                                              | 128.599         | 23,7 | 7                    |                   | 3       |
| FDP                                                              | 94.612          | 17,4 | 7                    |                   | 2       |
| KPD                                                              | 22.755          | 4,2  | 7                    |                   |         |
| EVD                                                              | 19.481          | 3,6  | 7                    |                   |         |
| Summe                                                            | 542.723         | 100  | 35                   | 7                 | 12(11)* |
| *) Ein Überhangmandat für CDU, daher 12 statt 11 Sitze vergeben. |                 |      |                      |                   |         |

### Bayern
| Gegenstand der Nachweisung | Anzahl/ Stimmen | %    | Direkt- kandi- daten | Direkt- man- date | Sitze |
| -------------------------- | --------------- | ---- | -------------------- | ----------------- | ----- |
| Wahlberechtigte            | 5.984.175       |      |                      |                   |       |
| Wähler                     | 4.851.576       | 81,1 |                      |                   |       |
| Gültige Stimmen            | 4727.623        | 97,4 |                      |                   |       |
| davon:                     |                 |      |                      |                   |       |
| CSU                        | 1.380.448       | 29,2 | 47                   | 24                | 24    |
| SPD                        | 1.075.416       | 22,7 | 47                   | 12                | 18    |
| BP                         | 986.478         | 20,9 | 47                   | 11                | 17    |
| WAV                        | 681.888         | 14,4 | 47                   |                   | 12    |
| FDP                        | 404.145         | 8,5  | 47                   |                   | 7     |
| KPD                        | 195.852         | 4,1  | 47                   |                   |       |
| Parteilose                 | 3.396           | 0,1  | 1                    |                   |       |
| Summe                      | 4.727.623       | 100  | 283                  | 47                | 78    |

### Bremen
| Gegenstand der Nachweisung                                           | Anzahl/ Stimmen | %    | Direkt- kandi- daten | Direkt- man- date | Sitze |
| -------------------------------------------------------------------- | --------------- | ---- | -------------------- | ----------------- | ----- |
| Wahlberechtigte                                                      | 379.839         |      |                      |                   |       |
| Wähler                                                               | 310.980         | 81,9 |                      |                   |       |
| Gültige Stimmen                                                      | 303.865         | 97,7 |                      |                   |       |
| davon:                                                               |                 |      |                      |                   |       |
| SPD                                                                  | 104.509         | 34,4 | 3                    | 3                 | 3*    |
| DP                                                                   | 54.569          | 18,0 | 3                    |                   | 1     |
| CDU                                                                  | 51.290          | 16,9 | 3                    |                   | 1     |
| FDP (BDV)                                                            | 39.228          | 12,9 | 3                    |                   |       |
| KPD                                                                  | 20.530          | 6,8  | 3                    |                   |       |
| RSF                                                                  | 6.446           | 2,1  | 3                    |                   |       |
| Einzelbewerber                                                       | 27.293          | 9,0  | 3                    |                   |       |
| Summe                                                                | 303.865         | 100  | 21                   | 3                 | 5(4)* |
| *) Ein Überhangmandat für SPD, daher fünf statt vier Sitze vergeben. |                 |      |                      |                   |       |

### Hamburg
| Gegenstand der Nachweisung                                                                   | Anzahl/ Stimmen | %    | Direkt- kandi- daten | Direkt- man- date | Sitze |
| -------------------------------------------------------------------------------------------- | --------------- | ---- | -------------------- | ----------------- | ----- |
| Wahlberechtigte                                                                              | 1.141.214       |      |                      |                   |       |
| Wähler                                                                                       | 926.435         | 81,2 |                      |                   |       |
| Gültige Stimmen                                                                              | 905.444         | 97,7 |                      |                   |       |
| davon:                                                                                       |                 |      |                      |                   |       |
| SPD                                                                                          | 358.873         | 39,6 | 8                    | 4                 | 6     |
| CDU                                                                                          | 178.786         | 19,7 | 4*                   | 3                 | 3     |
| FDP                                                                                          | 143.371         | 15,8 | 4*                   | 1                 | 2     |
| DP                                                                                           | 118.583         | 13,1 | 8                    |                   | 1     |
| KPD                                                                                          | 76.747          | 8,5  | 8                    |                   | 1     |
| RSF                                                                                          | 13.830          | 1,5  | 8                    |                   |       |
| DKP/DRP                                                                                      | 10.838          | 1,2  | 8                    |                   |       |
| Parteilose                                                                                   | 4.416           | 0,5  | 5                    |                   |       |
| Summe                                                                                        | 905.444         | 100  | 53                   | 8                 | 13    |
| *) Infolge von Absprachen traten CDU und FDP in keinem Hamburger Wahlkreis gegeneinander an. |                 |      |                      |                   |       |

### Hessen
| Gegenstand der Nachweisung | Anzahl/ Stimmen | %    | Direkt- kandi- daten | Direkt- man- date | Sitze |
| -------------------------- | --------------- | ---- | -------------------- | ----------------- | ----- |
| Wahlberechtigte            | 2.906.239       |      |                      |                   |       |
| Wähler                     | 2.247.390       | 77,3 |                      |                   |       |
| Gültige Stimmen            | 2.128.278       | 94,7 |                      |                   |       |
| davon:                     |                 |      |                      |                   |       |
| SPD                        | 684.042         | 32,1 | 22                   | 12                | 13    |
| FDP                        | 597.081         | 28,1 | 22                   | 7                 | 12    |
| CDU                        | 454.437         | 21,4 | 22                   | 3                 | 9     |
| KPD                        | 142.539         | 6,7  | 22                   |                   | 2     |
| Parteilose                 | 250.179         | 11,8 | 23                   |                   |       |
| Summe                      | 2.128.278       | 100  | 111                  | 22                | 36    |

### Niedersachsen
| Gegenstand der Nachweisung | Anzahl/ Stimmen | %    | Direkt- kandi- daten | Direkt- man- date | Sitze |
| -------------------------- | --------------- | ---- | -------------------- | ----------------- | ----- |
| Wahlberechtigte            | 4.425.610       |      |                      |                   |       |
| Wähler                     | 3.439.964       | 77,7 |                      |                   |       |
| Gültige Stimmen            | 3.365.965       | 97,8 |                      |                   |       |
| davon:                     |                 |      |                      |                   |       |
| SPD                        | 1.125.295       | 33,4 | 34                   | 24                | 24    |
| DP                         | 597.542         | 17,8 | 33                   | 5                 | 12    |
| CDU                        | 593.691         | 17,6 | 34                   | 4                 | 12    |
| DKP/DRP                    | 273.129         | 8,1  | 32                   |                   | 5     |
| FDP                        | 252.141         | 7,5  | 33                   | 1                 | 5     |
| Zentrum                    | 113.464         | 3,4  | 34                   |                   |       |
| KPD                        | 104.132         | 3,1  | 34                   |                   |       |
| RSF                        | 33.275          | 1,0  | 33                   |                   |       |
| Parteilose                 | 273.296         | 8,1  | 21                   |                   |       |
| Summe                      | 3.365.965       | 100  | 288                  | 34                | 58    |

### Nordrhein-Westfalen
| Gegenstand der Nachweisung | Anzahl/ Stimmen | %    | Direkt- kandi- daten | Direkt- man- date | Sitze |
| -------------------------- | --------------- | ---- | -------------------- | ----------------- | ----- |
| Wahlberechtigte            | 8.681.794       |      |                      |                   |       |
| Wähler                     | 6.909.719       | 79,6 |                      |                   |       |
| Gültige Stimmen            | 6.726.543       | 97,3 |                      |                   |       |
| davon:                     |                 |      |                      |                   |       |
| CDU                        | 2.481.523       | 36,9 | 65                   | 40                | 43    |
| SPD                        | 2.109.172       | 31,4 | 66                   | 25                | 37    |
| Zentrum                    | 601.435         | 8,9  | 66                   |                   | 10    |
| FDP                        | 581.456         | 8,6  | 65                   | 1                 | 10    |
| KPD                        | 513.225         | 7,6  | 66                   |                   | 9     |
| RSF                        | 142.648         | 2,1  | 66                   |                   |       |
| DKP/DRP                    | 117.998         | 1,8  | 61                   |                   |       |
| RWVP                       | 21.931          | 0,3  | 64                   |                   |       |
| Parteilose                 | 157.155         | 2,3  | 35                   |                   |       |
| Summe                      | 6.726.543       | 100  | 554                  | 66                | 109   |

### Rheinland-Pfalz
| Gegenstand der Nachweisung | Anzahl/ Stimmen | %    | Direkt- kandi- daten | Direkt- man- date | Sitze |
| -------------------------- | --------------- | ---- | -------------------- | ----------------- | ----- |
| Wahlberechtigte            | 1.900.797       |      |                      |                   |       |
| Wähler                     | 1.513.756       | 79,6 |                      |                   |       |
| Gültige Stimmen            | 1.431.556       | 94,6 |                      |                   |       |
| davon:                     |                 |      |                      |                   |       |
| CDU                        | 702.125         | 49,0 | 15                   | 11                | 13    |
| SPD                        | 408.905         | 28,6 | 15                   | 4                 | 7     |
| FDP                        | 226.625         | 15,8 | 15                   |                   | 4     |
| KPD                        | 89.026          | 6,2  | 15                   |                   | 1     |
| Parteilose                 | 4.875           | 0,3  | 1                    |                   |       |
| Summe                      | 1.431.556       | 100  | 61                   | 15                | 25    |

### Schleswig-Holstein
| Gegenstand der Nachweisung | Anzahl/ Stimmen | %    | Direkt- kandi- daten | Direkt- man- date | Sitze |
| --- | --------------- | ---- | -------------------- | ----------------- | ----- |
| Wahlberechtigte | 1.731.022       |      |                      |                   |       |
| Wähler | 1.431.020       | 82,7 |                      |                   |       |
| Gültige Stimmen | 1.397.671       | 97,7 |                      |                   |       |
| davon: |                 |      |                      |                   |       |
| CDU | 428.956         | 30,7 | 13*                  | 7                 | 8     |
| SPD | 413.257         | 29,6 | 14                   | 6                 | 8     |
| DP | 169.240         | 12,1 | 13*                  |                   | 3     |
| FDP | 103.492         | 7,4  | 13*                  |                   | 2     |
| SSW | 75.388          | 5,4  | 6                    |                   | 1     |
| KPD | 43.744          | 3,1  | 14                   |                   |       |
| DKP/DRP | 27.066          | 1,9  | 13*                  |                   |       |
| RSF | 18.122          | 1,3  | 14                   |                   |       |
| Zentrum | 12.606          | 0,9  | 13*                  |                   |       |
| Parteilose | 105.800         | 7,6  | 5                    | 1                 | 1*    |
| Summe | 1.397.671       | 100  | 118                  | 14                | 23    |
| *) CDU, FDP, DP, DKP/DRP und Zentrum kandidierten nicht im Wahlkreis Flensburg und unterstützten den siegreichen Parteilosen Eduard Edert, um einen Sieg des SSW zu verhindern. |                 |      |                      |                   |       |

### Württemberg-Baden
| Gegenstand der Nachweisung | Anzahl/ Stimmen | %    | Direkt- kandi- daten | Direkt- man- date | Sitze |
| -------------------------- | --------------- | ---- | -------------------- | ----------------- | ----- |
| Wahlberechtigte            | 2.517.274       |      |                      |                   |       |
| Wähler                     | 1.825.339       | 70,1 |                      |                   |       |
| Gültige Stimmen            | 1.749.271       | 95,8 |                      |                   |       |
| davon:                     |                 |      |                      |                   |       |
| CDU                        | 542.588         | 31,0 | 20                   | 11                | 12    |
| SPD                        | 441.237         | 25,2 | 20                   | 5                 | 10    |
| FDP (DVP)                  | 318.498         | 18,2 | 19                   | 2                 | 7     |
| KPD                        | 129.283         | 7,4  | 20                   |                   | 2     |
| RSF                        | 2.428           | 0,1  | 2                    |                   |       |
| Parteilose                 | 315.237         | 18,0 | 21                   | 2                 | 2     |
| Summe                      | 1.749.271       | 100  | 102                  | 20                | 33    |

### Württemberg-Hohenzollern
| Gegenstand der Nachweisung | Anzahl/ Stimmen | %    | Direkt- kandi- daten | Direkt- man- date | Sitze |
| -------------------------- | --------------- | ---- | -------------------- | ----------------- | ----- |
| Wahlberechtigte            | 725.732         |      |                      |                   |       |
| Wähler                     | 469.196         | 64,7 |                      |                   |       |
| Gültige Stimmen            | 453.459         | 96,6 |                      |                   |       |
| davon:                     |                 |      |                      |                   |       |
| CDU                        | 267.964         | 59,1 | 6                    | 5                 | 7     |
| SPD                        | 85.670          | 18,9 | 6                    | 1                 | 2     |
| FDP                        | 69.271          | 15,3 | 6                    |                   | 1     |
| KPD                        | 23.873          | 5,3  | 6                    |                   |       |
| EVD                        | 6.681           | 1,5  | 4                    |                   |       |
| Summe                      | 453.459         | 100  | 28                   | 6                 | 10    |